# Ole Bischof
Ole Bischof (n. 27 august 1979, Reutlingen, Germania) este un judocan german, medaliat olimpic. A participat la două ediții ale Jocurilor Olimpice (2008, 2012) în care a câștigat o medalie de aur și o medalie de argint.